# Северный судоремонтный завод
Се́верный судоремо́нтный заво́д (ССРЗ), ранее  заво́д № 263, разг. Северный завод — судоремонтное предприятие в городе Советская Гавань Хабаровского края. С 1992 года — АО «Северный судоремонтный завод» (АО ССРЗ). Вступил в строй в 1943 году. В 2002 году признан банкротом и прекратил работу.

## История завода
Строительство завода  началось в 1934 году на побережье бухты Окоча. Изначально завод строился как сдаточная база комсомольского завода № 199 (ныне Амурский судостроительный завод). В 1937 году на заводе был отремонтирован первый пароход. В соответствии с постановлением СНК СССР от 1 июня 1939 года передан в ведение Народного комиссариата морского флота СССР (НКМФ).
2 сентября 1939 года был издан приказ НКВД СССР «Об организации Управления строительства № 263 и ИТЛ в Советской Гавани».
В 1941 году завод передан в ведение Народного комиссариата судостроительной промышленности (НКСП), в ноябре 1942 года получил наименование «завод № 263». В целях оказания заводу организационной и хозяйственной помощи в начале производственной деятельности по распоряжению СНК СССР его определили как филиал завода № 202 (ныне Дальзавод). Для оснащения завода было выделено с импорта оборудование, которое переправили в Советскую Гавань. Завод № 202 командировал на свой новый филиал производственных и вспомогательных рабочих, укомплектовал аппарат заводоуправления и цехов, выделил инструменты, материалы и оборудование (как по разнарядке, так и дополнительно), требующиеся для производства. Однако имея недокомплект производственных рабочих на основном предприятии, Дальзавод не мог вполной мере обеспечить филиал, который насчитывал 130 производственных рабочих, 65 человек вспомогательного состава и 70 инженерно-технических работников. Для выхода на плановую выработку продукции заводу № 263 требовалось ещё 800 рабочих и 200 — вспомогательного персонала. Кроме этого новый завод испытывал острую нужду в судоремонтных и горюче-смазочных материалах и топливе, которая покрывалась за счёт Северной Тихоокеанской флотилии, чьи корабли ремонтировались на заводе, и предприятий местной промышленности. Руководство Дальзавода считало, что для решения этих проблем завод № 263 должен быть выделен в отдельное предприятие, однако.
29 октября 1944 года ГКО СССР принял постановление № 6836 с «О мероприятиях по судостроительным заводам НКСП на Дальнем Востоке», которым, в числе прочего, определил комплекс мероприятий по строительству завода № 263 в Советской Гавани. В частности наркому судостроительной промышленности И. И. Носенко предписывалось выделить завод № 263 из подчинения Дальзаводу в самостоятельное предприятие.
В 1945 году завод вновь перешёл в ведение НКМФ (с 1946 года, после преобразования министерств в наркоматы — ММФ). Тогда же получил статус самостоятельного судоремонтного предприятия. Для открытой переписки использовалось название завода «п/я 105». После Великой Отечественной войны строительство продолжилось, в нём принимали участие японские военнопленные.
В 1950-е годы, с приходом опытных инженерных кадров, на заводе начался подъём производительности труда, стали выполняться плановые показатели, улучшаться культурно-бытовые условия жизни заводчан. Среди пришедших на завод в то время были молодые инженеры из институтов Владивостока, Калининграда, Ленинграда, рабочие кадры из ремесленных училищ Ленинграда, Керчи, Сретенска и других городов.
С 1954 года завод в ведении Министерства судостроительной промышленности (МСП СССР).
До 1960-х гг. ССРЗ занимался в основном ремонтом судов военного назначения, среди них — минные тральщики, торпедные катера, боевые и сторожевые корабли, дизельные подводные лодки, эскадренные миноносцы, артиллерийские и ракетные крейсера.
В 1965 году завод перешёл в подчинение Министерства рыбного хозяйства СССР, после чего стал заниматься в основном судоремонтом флота рыбной промышленности. В частности было организовано производство изделий промвооружения для рыбаков дальневосточного бассейна, а в 1964 году на ССРЗ был построен уникальный понтон плавучей драги с ковшом ёмкостью 600 литров для горнодобывающего предприятия «Лензолото».
С 1967 года завод начал специализироваться на ремонте транспортных (типа «Ангара», построенных в Швеции) и производственных (типа «Братск», построенных в ГДР и номерников, построенных в Дании) рефрижераторов и РС-300. В 1970 году на заводе появился плавучий док № 2 грузоподъемностью 8500 тонн, построенный херсонскими судостроителями и док-гигант из Швеции грузоподъемностью 27000 тонн. Была практически решена задача докового ремонта кораблей и судов любого тоннажа круглогодично.
ё2 июня 1972 года был образован цех завода «Продмаш». Он выполнял работы как по ремонту рыбообрабатывающего оборудования судов, стоящих в ремонте у причалов ССРЗ, так и технологического оборудования пищевых предприятий города (пивзавод, молокозавод, колбасный завод, хлебокомбинат, консервный и кулинарные цеха базы рыболовства). Цехом в 1973 году были изготовлены металлоконструкции ригелей опор моста и решетчатые ограждения полотна дороги при его сооружении через реку Хадя.
Кроме ремонта судов, ССРЗ производил и другую продукцию. Ежегодно завод производил на десятки тысяч рублей различной мебели, сувениров и других изделий, в частности изготавливал диван-кровати нескольких модификаций, кресла мягкие, складные столы-книжки, вешалки в прихожую, платяные шкафы, сувенирные журнальные столики с инкрустацией шпоном древесины твёрдых пород, изделия с палехской росписью. Выпускаемые изделия пользовались спросом у населения города и района.
ССРЗ был, наряду с судоремонтным заводом № 1 ММФ СССР, градообразующих предприятий Советской Гавани, его коллектив внёс большой вклад в строительство и благоустройство города. Стройтрестом № 508, при активной помощи ССРЗ, было построено несколько десятков многоквартирных жилых домов в городе. Руководство ССРЗ стало инициатором строительства в 1969 году городского стадиона «Спартак», коллектив завода внёс основной вклад в его строительство. В городе были установлены памятник воину-освободителю (на площади Победы) и монумент совгаванцам, погибшим в годы Великой Отечественной войны (на улице Ленина), спроектированные заводским художником А. С. Горобченко. Уделялось внимание развитию и благоустройству пионерского лагеря «Утёс», где летом отдыхали дети работников завода и других предприятий города, а также турбазы «Перекат», построенной силами заводчан. Было создано подсобное хозяйство завода, обеспечивавшее его работников молоком и мясом. Наконец, коллектив ССРЗ был инициатором развития в Советской Гавани коллективного садоводства: успех созданного этим коллективом садоводческого товарищества «Пионер» опроверг мнение, что садоводство в городе невозможно из-за сурового климата. Большой вклад в реализацию всего вышеперечисленного внёс Б. Л. Цендровский, главный инженер завода в 1958—1971 годах и его директор в 1971—1987 годах.
Коллектив подсобного хозяйства завода удерживал лидерство в социалистическом соревновании среди подсобных хозяйств района. За 1981 год коллектив признан победителем с вручением переходящего Красного Знамени.
В 1983 году к 40-летию завода был издан фотоальбом «Северный судоремонтный завод. 1943—1983».
Для защиты работников завода от возможной ядерной угрозы было заложено два противорадиационных укрытия примерно по 500 человек каждое.
В 1992 году ССРЗ был преобразован в открытое акционерное общество — ОАО «Северный судоремонтный завод». В 1990-е годы занимался ремонтом гражданских и военных судов, оборудованием промысловых судов, а также распилом судов на металл. Акционирование не помогло предприятию выжить в новых экономических реалиях России — к 2001 году оно, как и второй судоремонтный завод города, «Якорь» (бывший завод № 1 ММФ СССР), страдало от низкой загрузки производственных мощностей, высокой себестоимости выполняемых работ и недостатка квалифицированных рабочих кадров, с 1998 года работникам завода практически перестали платить зарплату (она была выплачена лишь в 2002 году, после ликвидации ССРЗ). В этих условиях Глава Администрации Хабаровского края Виктор Ишаев издал распоряжение о реструктуризации ССРЗ и завода «Якорь» — существование сразу двух судоремонтных заводов в одном городе было объявлено нецелесообразным, и предполагалось, что их мощностями будет управлять единая управляющая компания. Однако реструктуризация не состоялась из-за того, что 31 января 2002 года ОАО «Северный судоремонтный завод» было признано банкротом, а 22 июля 2002 года Арбитражный суд Хабаровского края отклонил кассационную жалобу по этому делу, и тем самым решение о банкротстве вступило в силу.
В настоящее время завод не работает, его помещения заброшены, однако территория частично охраняется.

## Директора завода
- Тимофей Васильевич Сафронов (1939—1942)
- Болеслав Львович Цендровский (1971—1987). Почётный гражданин Советской Гавани.
- Николай Иванович Шурпик (?-2002)[10]

## Известные люди, связанные с заводом
- Валентина Никодимовна Монастыршина — газосварщица ССРЗ, депутат Верховного Совета СССР. Почётная гражданка Советской Гавани.
- ? ? Филин - слесарь-корпусник ССРЗ, депутат Верховного Совета СССР.